# Marcin Lisak
Marcin Lisak (ur. 1975 w Rzeszowie) – wstąpił do Zakonu Dominikanów w 1994 roku, a siedem lat później w 2001 przyjął święcenia kapłańskie. W październiku 2007 został doktorem nauk humanistycznych w zakresie socjologii. Pracę doktorską napisał na temat etyki społecznej Michaela Novaka w Instytucie Politologii UKSW w Warszawie. Pracował w Polsce, Irlandii, Włoszech, Ukrainie i USA. W 2018 został wybrany na przeora sandomierskiego klasztoru dominikanów. Od 2020 roku prowadzi Winnicę Świętego Jakuba w Sandomierzu. W 2024 roku został wybrany na przeora rzeszowskiego klasztoru dominikanów.
Książki
- Elementy etyki w zawodzie architekta (Poznań 2006),
- Dwie fale. Przewodnik duchowy emigranta (Kraków 2008),
- Katolicki liberalizm. Etyka społeczna Michaela Novaka (Kraków – Dublin 2008),
- Polscy migranci w Irlandii: wokół środowiska duszpasterstwa polonijnego. Szkice teologiczne i społeczne  red. Marek Grubka, Marcin Lisak  (Kraków – Dublin 2010)